# Eugène Raude
Eugène Raude est un homme politique français né le 1er juin 1878 à Groix (Morbihan) et décédé le 26 mars 1955 à Guémené-sur-Scorff (Morbihan).

## Biographie
Pharmacien, d'abord dans la gendarmerie, puis en 1910 à l'hôpital de Guémené-sur-Scorff, il est investi dans de nombreuses structures coopératives bancaires, notamment au Crédit agricole. Il est aussi président de la société de secours mutuels dès 1911. En 1919, il est maire de Guémené-sur-Scorff, puis conseiller général. Il est député du Morbihan de 1928 à 1936, inscrit au groupe Républicain, radical et radical-socialiste. En 1932, il est secrétaire de la Chambre.

## Sources
- « Eugène Raude », dans le Dictionnaire des parlementaires français (1889-1940), sous la direction de Jean Jolly, PUF, 1960 [détail de l’édition]